# Gaudos
Gaudos o Gaudo (en griego: Γαύδος, romanizado: Gávdos), también llamada Gavdos, Gozzo, Gozo, conocida desde la antigüedad como Cauda y Clauda, es la isla más meridional de Grecia, y se encuentra localizada al sur de la isla de Creta. Administrativamente, es un municipio que forma parte de la unidad periférica de La Canea. La isla de Gaudos es considerada el lugar más meridional de Europa.
La isla se encuentra conectada con la vecina Creta por líneas regulares de barcos que parten y arriban entre Gaudos y Creta (en concreto, los puertos de Sfakia, Sougia y Paleochora).

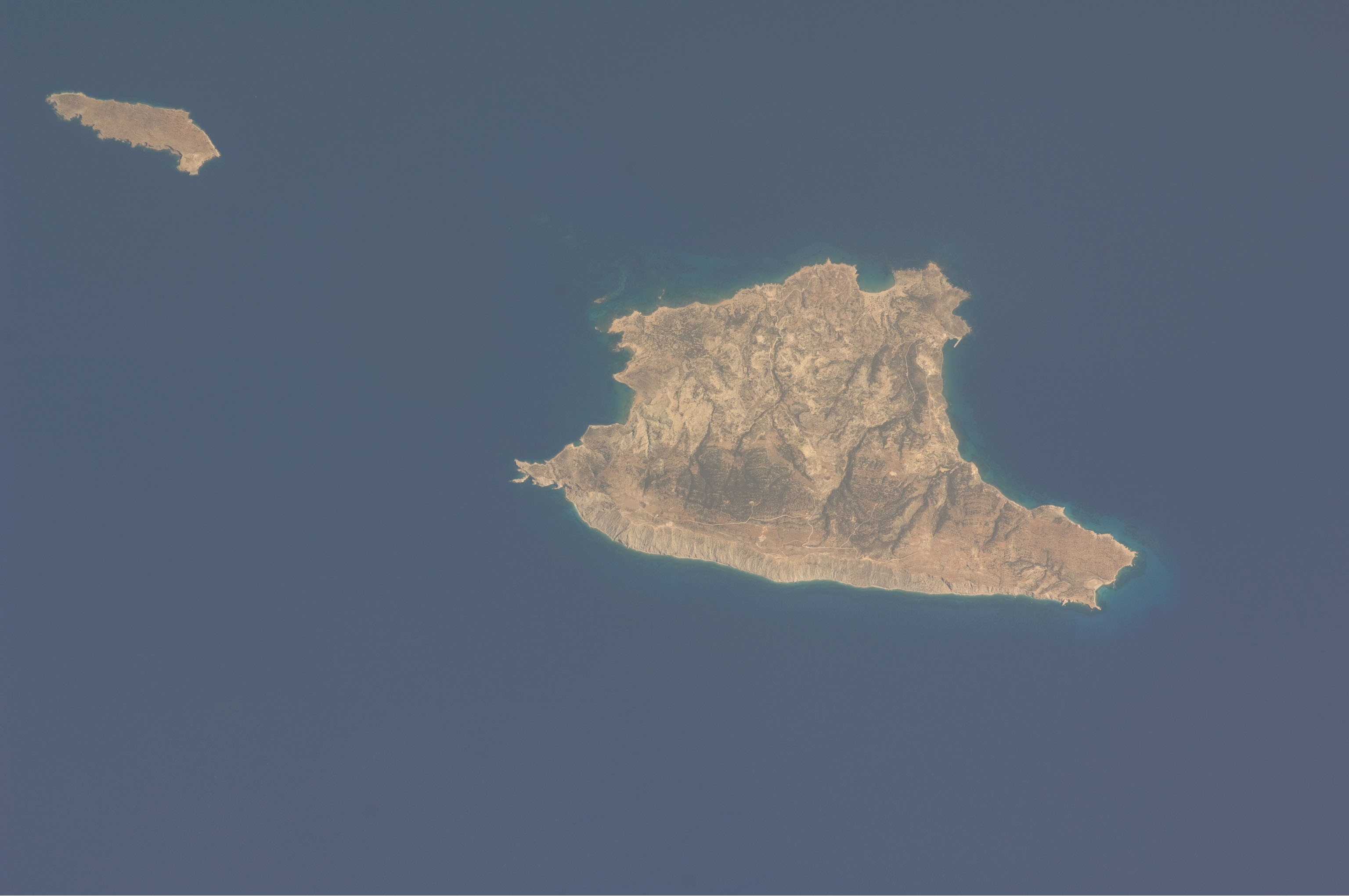
Vista espacial de la isla de Gaudo

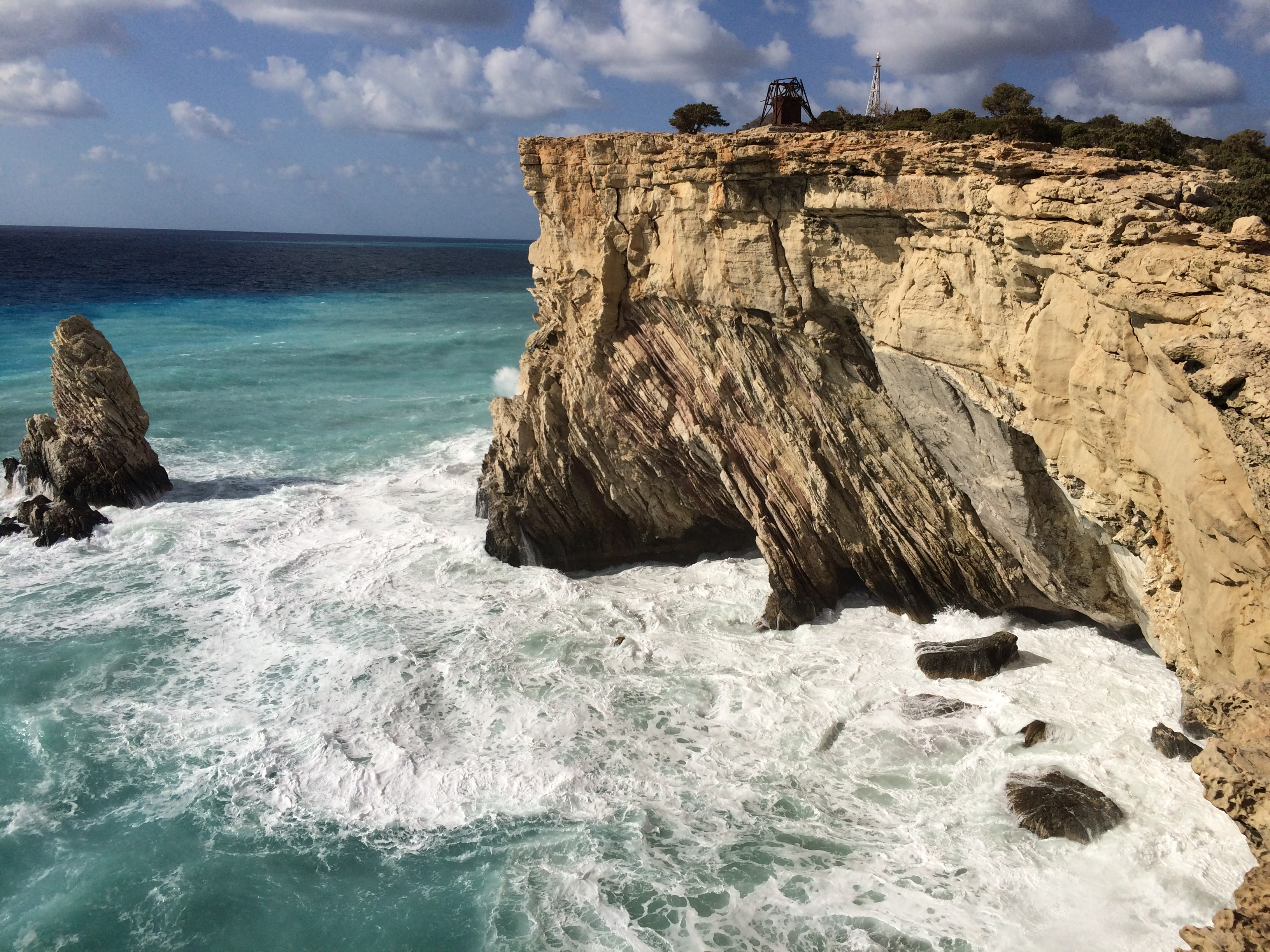
Los acantilados del Cabo Tripiti

## Gaudos en la mitología
Una tradición identificaba Gaudos con Ogigia, la isla de Calipso, que estuvo con Odiseo siete años. La leyenda cuenta que también contribuyó notablemente al crecimiento demográfico de la isla, ya que dejó a sus cuatro hijos (Latinos, Nafsizos, Nafsinos y Afson) en la isla. 
Hay una cueva que puede ser visitada por los turistas y que se cree que es la cueva de Calipso, pero los habitantes nativos dicen que la original fue llenada de arena hace tiempo.

## Historia y arqueología

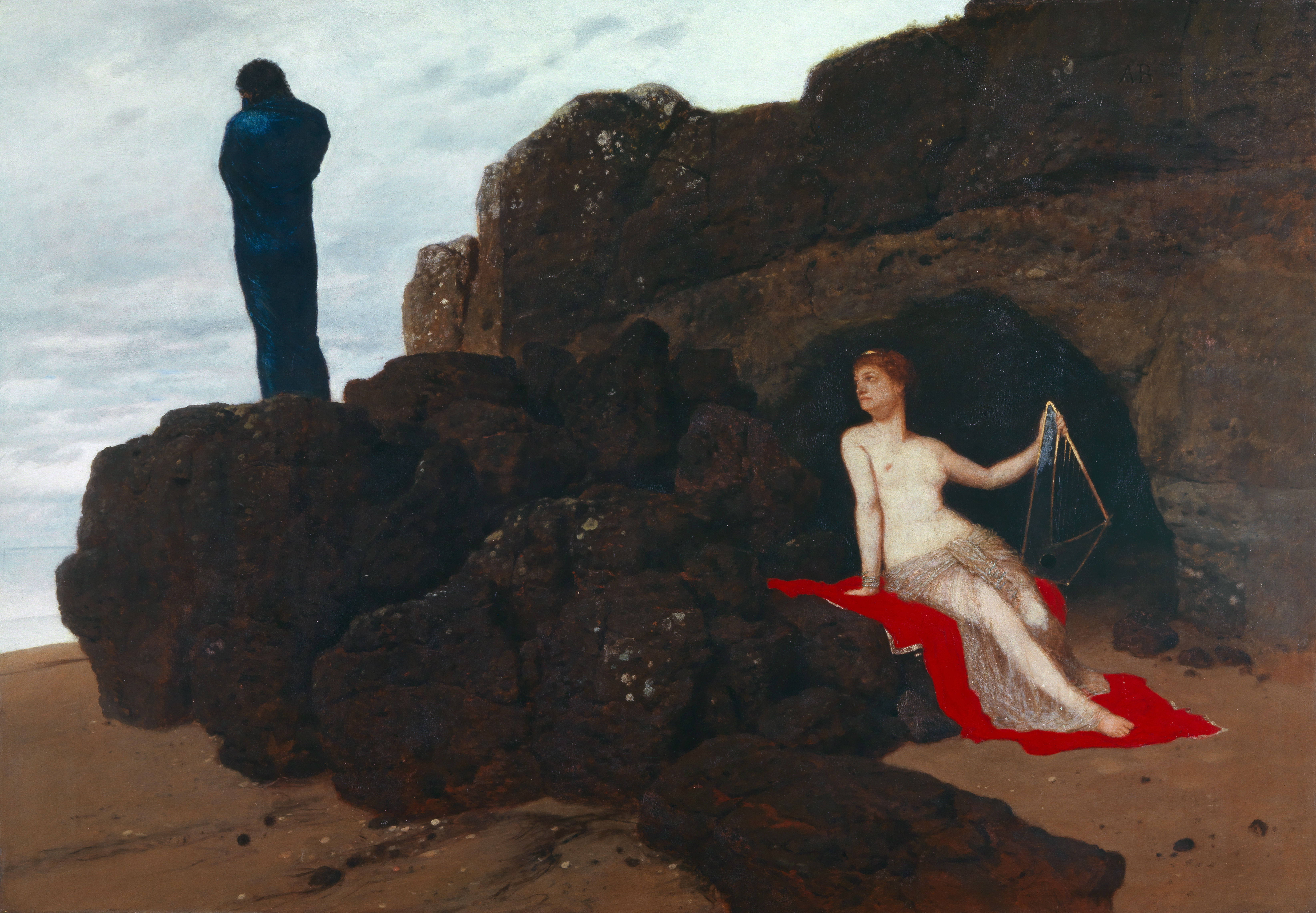
Calipso y Odiseo en la isla, pintura de Arnold Böcklin, 1883.

Son varias las fuentes de la Antigüedad que mencionan a Gaudos, como Heródoto, Ptolomeo y Estrabón. También aparece en la lista de 22 ciudades cretenses del geógrafo bizantino del siglo VI Hierocles, bajo la forma Κλαῦδος.
En Gaudos hay abundantes restos arqueológicos en diferentes lugares de la isla. Entre otros elementos, se han encontrado numerosas tumbas y talleres de cerámica  de distintas épocas. Los materiales más antiguos pertenecen al periodo neolítico. Hay cerámica de todas los periodos de la civilización minoica, aunque parece predominar la perteneciente al minoico medio. 
Del periodo neolítico se han encontrado restos de cerámica; también hay herramientas de piedra.  Entre los hallazgos del periodo minoico figura un edificio. Hay una necrópolis de los periodos clásico y helenístico. Los restos de la época romana son numerosos y están dispersos por toda la isla: edificios, villas rurales, un acueducto, prensas de aceitunas, monumentos funerarios. También hay una fortificación que podría pertenecer al periodo veneciano.
La isla o islote de Clauda se menciona en la biblia en Hechos 27:16. Probablemente, este fue el último viaje de Pablo a Roma; aunque en calidad de prisionero. Todo el capítulo 27 de Hechos, nos da el relato de este viaje realizado por Pablo en compañía de Lucas. El comentario Bíblico Mundo Hispano apunta lo siguiente: Al frente de esta expedición iba el centurión Julio, de la compañía Augusta. El viaje empezó siguiendo la costa hasta Sidón.

## Gaudos en la actualidad
Actualmente, Gaudos cuenta con 40 habitantes permanentes en la capital, otros tantos en los otros pueblos y turistas. La isla cuenta con cinco núcleos de población: Gaudos, Ampelos, Karave, Vatsiana y Kastri. En donde está situado el punto más meridional de Europa hay una silla de unos dos metros con un cartel en el que puede leerse: "Estás en el lugar más meridional de Europa" en inglés. Las proyecciones de población en la isla son algo inciertas, aunque muy probablemente descienda.

## Relieve
La isla de Gaudos es de costa escarpada e interior montañoso. La costa sur son todo acantilados, mientras que la norte tiene algunas playas y menos acantilados. En el sur hay una cadena montañosa con montañas de 119, 214, 227, 230, 233, 340 y 364 metros. En el punto más alto de los acantilados se encuentra el faro. La parte norte es igualmente montañosa, pero más baja y abrupta.